# 白多祿
聖白多禄，亦译为聖白伯铎、聖桑实（西班牙語：San Pedro Sans y Jordá；1680年9月22日—1747年5月26日）是18世紀到中國福建傳教的天主教傳教士。他於西班牙塔拉戈纳岀生，為道明会会士，1732年到1747年间担任天主教福建教区主教，1747年因传播天主教而在福州被杀。教宗若望保祿二世於2000年10月1日將他封聖，為中華殉道聖人之一。

## 早年
1680年9月22日，白多禄于西班牙塔拉戈纳省多笃撒教区的阿斯科镇岀生。母亲和孪生妹妹在他出生时俱亡，次日在本村教堂领洗，取名伯鐸·若瑟·安德肋。白多祿的舅父何弥额神父是萊里達教區的司鐸，白多祿幼年時就被其父托付給舅父進行教育。17岁時，白多祿进入莱里达城的道明会修道院學習。1698年7月6日，18歲的白多祿發愿後成為修士，并取了“殉道者伯鐸”的會名。6年后，他於1704年9月24日晋鐸。萊里達城在1707年的西班牙王位繼承戰爭中受到攻擊，白多祿參與了救治傷員的工作。1709年，他被派往薩拉戈薩做教學工作并成為了當地聖母玫瑰會的指導司鐸。他於1712年秋天加入由道明会玫瑰会省42名神父组成的传教团，然後离开西班牙加的斯港先赴墨西哥，再由墨西哥阿卡普爾科港出發前往菲律宾。經過全程11個月的旅行，他們到達馬尼拉。

## 入闽传教
當時，道明會已經成為天主教在華傳教的主力。由于道明會反對祭孔祭祖而導致了禮儀之爭及被清朝禁止傳教，很多傳教士遭羈押或驅逐；在這種背景下，白多祿還是決定到中國傳教。經過在菲律賓1年零8個月的等待後，白多禄與华雅敬神父於1715年6月22日一起由馬尼拉出發前往中国，6月29日到達廣東。白多祿為躲避口岸的官兵又轉往廈門登陸，但仍被中國士兵抓獲；不過由于負責的軍官不愿追究，白多祿被釋放。隨后，他经泉州、兴化一线北上，前往當時福建天主教的中心地區閩東福宁州福安县傳教。這時他開始使用自己近音的漢語名字“白多祿”，來取代西班牙文名伯铎·桑实。
白多祿初到閩東便奔波于福安的各個鄉村間傳教，成立了圣道明第三会。有600多當地的文人士紳皈依天主教和組織了公教仕绅协进会。這些在地方上頗具影響的人物大大幫助了白多祿的傳教行動，曾經有士兵進入鄉村民居內搜捕傳教士，結果當地信教的士紳到縣衙控告士兵擾民，還獲得勝訴。同時，白多祿在當地成立了聖母玫瑰會，勸教友勤念《玫瑰經》。此外，他還在穆阳建立了玫瑰圣母堂和在康家板（康厝）建立了天主圣三堂。在此期間，他逐漸適應并接受了中國的生活方式、學習了當地的文化風俗，爭取到許多教友的支持。在被選為福建传教区的区会长之後，白多祿苦于傳教人手不夠，請马尼拉会省加派傳教士赴閩；但從馬尼拉出發到澳門的4位西班牙籍傳教士被葡萄牙人所阻撓而無法進入中國境內，只得在一年後喬裝成漁民從廣州登陸再輾轉來福建。不久，华雅敬神父被調至福建任区会长，白多祿就南下到閩南地區傳教。

## 禁教高峰時期
雍正皇帝於1723年（雍正元年）上台后，清政府加大了禁教的力度，严厉禁止天主教活动，并悬赏传教士的人头，當時白多禄仍在漳州，只得隱居起來，晝伏夜出，在晚上去見教友。這種情形持續了6年。1724年，清政府下令將全國的傳教士都集中於广州，最后驅逐到澳门，不許回中國傳教。福建的天主堂被政府没收充公，教徒也被勒令放弃信仰。這時，福建的华雅敬会长決定讓一部分傳教士去廣州，以迷惑官府，剩下的傳教士則留下并隱藏起來。如此，福安一带的天主教仍然在地下秘密传播，许多传教士躲到宁德县岚口村，1726年时福安还有18座教堂，教徒超过一万名。不久，聖座使者來到中國和清政府商談這次危機；儘管沒有解決問題，但局勢也緩和下來。1728年1月29日，白多禄被委任为福建宗座代牧區辅理宗座代牧。1729年冬，因为禁教局势再度紧张，白多禄离开漳州府龙溪县石码镇，到广州避难。1730年2月24日，他在廣州被祝圣为主教。1732年1月3日，他又担任福建宗座代牧區宗座代牧，同年8月，他隨同其他傳教士一起被驅逐到澳門。
1735年，雍正帝去世，白多祿于是考慮重返福建。經過幾度嘗試，1738年6月，他和施方济神父成功離開澳门，乘船潛回福建，經過1個月才返回福安，隐藏在信徒的家中秘密传教，負責闽、浙、赣三省教务，并巡回各縣堂口。此時的白多祿已經熟練掌握了閩東語，能夠流利的向各階層人士布道。

## 殉教
1746年（乾隆十一年）四月，福宁知府董启祚、福宁镇臣李有用侦查出福安县穆洋村一带有传教士活动，而且教徒还利用暗室、地窖、重墙复壁来隐匿传教士，于是便报告福建巡抚周学健。周学健格外重视禁教事宜，立即派兵将费若望神父和十几个教徒逮捕，并上奏乾隆帝，而乾隆帝则赞许逮捕教士教徒一事。于是周学健加大了搜捕力度，德方济和施方济神父於1746年6月28日被捕，白多禄於同年7月2日在穆阳被搜捕入狱。经过多方审讯，周学健了解到福安的天主教传播甚广，城镇乡间从士绅到庶民，非天主教徒的竟然只占少数，这种情况让他十分吃惊。于是周学健再次上奏关于福建天主教秘密传播之事，并希望朝廷严加惩处。乾隆帝对此情况也十分震惊和重视，并在全国范围内再次大规模禁教。这次在福安被逮捕的教徒多被治罪，而周学健特别按首犯责任追究白多禄。周学健於1746年9月12日专折上奏要求判处白多禄斩首，乾隆帝初批“未免言之过当，然照律定拟，自所应当”，而交由三法司复议后最终还是下诏处斩。白多禄经受狱中长期的折磨之后於1747年5月26日（乾隆十二年）在福州西门外被斩首，时年66岁。他殉道后一年的1748年，另外四名先后被捕的西班牙神父施方濟、華雅敬、德方濟及費若望也被处决。

## 影响和评价
清代中期时，政府认为白多禄所代表的天主教会居心叵测、扰乱中国的礼教、威胁政府统治，甚至认为教会用幻术使女性终身不思匹偶而成为修女，因而认定白多禄传播异端，危害巨大。而中国共产党方面认为白多禄属于“作為近代殖民主義、帝國主義侵略中國工具的外國傳教士”一类的人物，并对梵蒂冈在2000年为包括白多禄在内的120名在中国殉教的天主教徒封圣这一行为表示强烈不满。但福建的天主教徒对白多禄评价甚高，在闽东有很多关于白多禄为善的轶事和白主教的圣迹，白多禄匿居的山洞也成为天主教徒的朝圣地。教宗本篤十四世在1752年1月24日的樞機公開會議中高度表揚了包括白多禄在内的五位殉教的道明会傳教士。1757年，天主教玫瑰會省開始派傳教士到福州府及福宁府，用了十年时间搜集白多禄等人的資料，證實他們有資格承當真福者。教宗良十三世於1893年5月14日將白多禄宣福；教宗若望保祿二世於2000年10月1日將白多禄封聖，白多禄成為中華殉道聖人之一。